# پاتوشفا
پاتوشفا (به مجاری:  Patosfa) یک منطقهٔ مسکونی در مجارستان است که در ناحیه بارچ واقع شده‌است. پاتوشفا ۱۵٫۰۷ کیلومتر مربع مساحت و ۲۳۹ نفر جمعیت دارد.